# Concours Bellini
Pour les articles homonymes, voir Bellini.
Le concours Bellini, également appelé concours international de belcanto Vincenzo Bellini, est un concours de chant lyrique fondé en 2010 qui se déroule annuellement en France et vise à mettre en lumière et promouvoir le répertoire belcantiste. 

## Historique
Le Concours Bellini est consacré au répertoire lyrique du bel canto. Il est créé en 2010 par le chef Marco Guidarini et Youra Nymoff-Simonetti, responsable de l’association Musicarte, dans le cadre des Rencontres musicales de Puteaux, en jumelage avec le Festival Bellini de Catane (en Italie). Cette première édition était présidée par Alain Lanceron,.
Le concours Bellini est nommé d'après Vincenzo Bellini, qui passa les deux dernières années de sa vie à Puteaux, en France, où il composa notamment Les Puritains.
Parmi les lauréats du concours figurent des artistes tels Pretty Yende, Anna Kasyan, Sung Min Song (en), Roberta Mantegna ou Marie Lys.
Depuis 2017, le concours international de belcanto Bellini se déroule à Vendôme.

## Lauréats
Depuis l'origine, les lauréats du 1er Grand prix Bellini sont :
| Année | Lauréat du Grand prix Bellini | Type de voix | Nationalité      |
| ----- | ----------------------------- | ------------ | ---------------- |
| 2010  | Pretty Yende                  | soprano      | Afrique du Sud   |
| 2011  | pas d'édition                 |              |                  |
| 2012  | pas de Grand prix décerné     |              |                  |
| 2013  | Anna Kasyan,                  | soprano      | France / Arménie |
| 2014  | pas de Grand prix décerné     |              |                  |
| 2015  | Sung Min Song (en)            | ténor        | Corée du Sud     |
| 2016  | Roberta Mantegna              | soprano      | Italie           |
| 2017  | Marie Lys                     | soprano      | Suisse           |
| 2018  | Nombulelo Yende               | soprano      | Afrique du Sud   |
| 2019  | Déborah Salazar               | soprano      | France / Mexique |
| 2020  | pas d'édition                 |              |                  |
| 2021  | Yulia Merkudinova             | soprano      | Ukraine          |
| 2022  | Yerang Park                   | soprano      | Corée du Sud     |
| 2023  | pas de 1er prix décerné       |              |                  |
| 2024  | Luiza Willert                 | soprano      | Brésil           |

## Académie Bellini
Est créée en 2016 l'Académie Bellini, laquelle organise des ateliers dédiés à l'apprentissage du belcanto (des master class musicales) durant l'année, spécifiquement en été. 